# Werner Klemperer
Werner Klemperer (Colônia, 22 de março de 1920 - Nova York, 6 de dezembro de 2000) foi um ator alemão.
Ele ficou bastante conhecido com a comédia seriada para TV chamada "Hogan's Heroes", ou no Brasil como "Guerra, Sombra e Água Fresca", produzida pelos EUA entre 1965 e 1971 em 168 episódios, na qual ele encarna um medroso comandante alemão de um campo de prisioneiros da Segunda Guerra Mundial, como o Coronel Wilhelm Klink.
Morreu em 6 de dezembro de 2000, vítima de câncer, aos 80 anos.